# Haiden zu Guntramsdorf

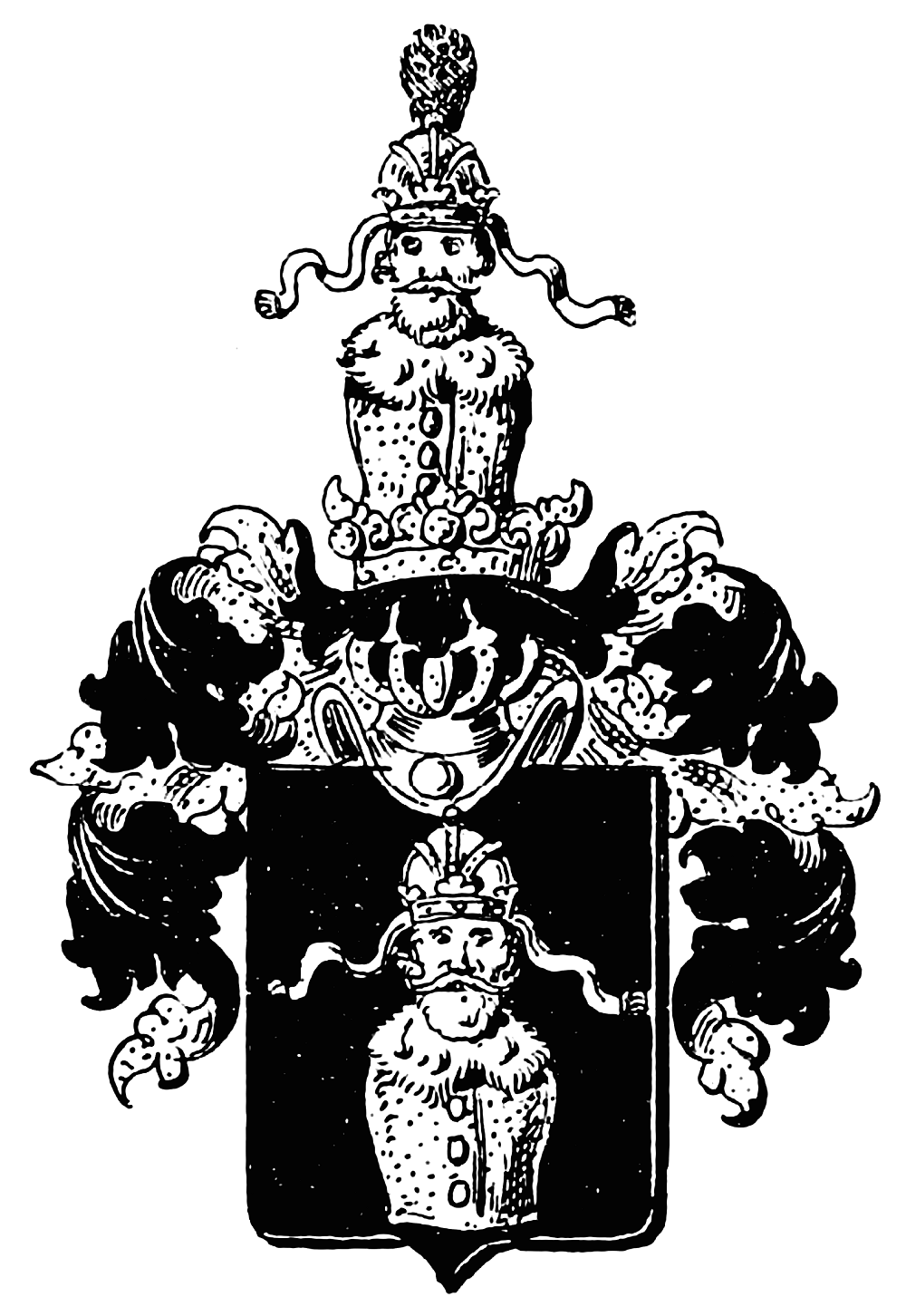
Wappen der Ritter Haiden von Gundersdorf

Die Haiden zu Guntramsdorf (auch Hayden, Haidn zu Gundersdorf) waren ein Wiener Adelsgeschlecht, welches das Erb-Unterschenkenamt von Niederösterreich ausübten und um 1620 erloschen.

## Geschichte
1381 wird in einer Urkunde des Rudolph von Walsee ein Hanns Haidn als Rat und Kämmerer der Stadt Wien genannt. Er hatte zwei Söhne: Chunrad (Conrad) und Heinrich. Chunrad († 1450) besaß den Stainhof in Niederösterreich (heute Neusteinhof), sein Grabstein ist im Stefansdom. Sein Enkel Christoph Haiden war von 1551 bis 1553 Bürgermeister und von 1553 bis 1556 Stadtrichter von Wien.
Heinrich I. († vor 1454) war ab 1447 Herr von Gundernstorf (Guntramsdorf) und bald danach auch von Achau. 1454 hat seine Witwe die Herrschaft Guntramsdorf. Ihr Sohn Lorenz (Laurenz) war 1460 und 1464 Stadtrichter und von 1479 bis 1485 Bürgermeister der Stadt Wien. Er hatte mit zwei Frauen einen Sohn und 14 Töchter. Clara war Hofdame bei Königin Beatrix von Ungarn.
Heinrich II. zu Achau und Gundersdorff, der einzige Sohn, war Doktor iuris, wirklicher Hofrat und durch seine Frau Erb-Unterschenk von Österreich. Er hatte drei Söhne und liegt in Guntramsdorf begraben.
Karl zu Achau u. G. war für Kaiser Maximilian II. 1572 Rat und Oberst-Mustermeister in Ungarn. Er war viermal verheiratet und hatte drei Söhne: Ernst, Heinrich und Maximilian.
Maximilian war 1594 Raitdiener in der Niederösterreichischen Kammer, 1596 Mustermeister und starb 1597 in Mödling.
Ernst und Heinrich verkauften 1599 ihre Gülten zu Allendt (Alland).
Ernst zu Achau u. G. hatte einen Sohn Karl, der aber noch minderjährig bald nach dem Vater 1613–1618 starb. Mit ihm endete dieses Rittergeschlecht.

## Persönlichkeiten
- Laurenz Haiden (* vor 1449; † 1486), Bürgermeister von Wien
- Christoph Haiden (Hayden), Bürgermeister von Wien

## Wappen

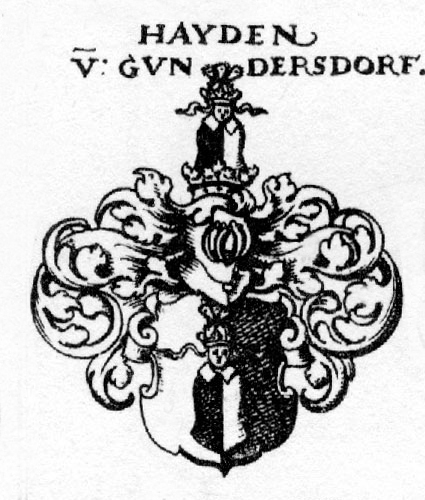
Wappen der Haiden zu Gundersdorf (Guntramsdorf)

In einem schwarzen Schilde ist ein Mann ohne Hände mit gekräuselten weißen Haaren, kurzem grauen Bart, in einem langen goldenen Kleide, welches längs herab mitten mit schwarzen Knöpfen besetzt ist, mit einem breiten vorne offenen Halskragen von Hermelin, auf dem Haupt aber mit einer geschlossenen mit Perlen und Edelsteinen geschmückten goldenen königlichen Krone bedeckt, von welcher an beiden Enden ein goldenes fliegendes Band herabhängt. Über dem Schild auf einem gekrönten offenen Turnierhelm erscheint das Brustbild des vorbeschriebenen in Gold gekleideten gekrönten Mannes, über dessen Krone aber hier ein Pfauenschwanz aufgerichtet ist. Die Helmdecke an beiden Seiten ist Gold und schwarz.